# Oleggio Castello
Oleggio Castello (piemontesisch Olesc Castel, lombardisch Ulesc Castèl) ist eine Gemeinde mit 2208 Einwohnern (Stand 31. Dezember 2023) in der italienischen Provinz Novara (NO), Region Piemont.
Die Nachbargemeinden sind Arona, Comignago, Gattico und Paruzzaro.
Das Gemeindegebiet umfasst eine Fläche von fünf km².